# Miamis Grand Prix 2022
Miamis Grand Prix 2022 (officielt navn: Formula 1 Crypto.com Miami Grand Prix 2022) var et Formel 1-løb, som blev kørt den 8. maj 2022 på Miami International Autodrome i Miami Gardens, Florida, USA. Det var det femte løb i Formel 1-sæsonen 2022, og 1. gang at Miamis Grand Prix blev arrangeret.

## Kvalifikation
| Pos.               | Nr. | Kører             | Konstruktør           | Del 1     | Del 2    | Del 3    | Grid |
| ------------------ | --- | ----------------- | --------------------- | --------- | -------- | -------- | ---- |
| 1                  | 16  | Charles Leclerc   | Ferrari               | 1.29,474  | 1.29,130 | 1.28,796 | 1    |
| 2                  | 55  | Carlos Sainz, Jr. | Ferrari               | 1.30,079  | 1.29,729 | 1.28,986 | 2    |
| 3                  | 1   | Max Verstappen    | Red Bull Racing-RBPT  | 1.29,836  | 1.29,202 | 1.28,991 | 3    |
| 4                  | 11  | Sergio Pérez      | Red Bull Racing-RBPT  | 1.30,055  | 1.29,673 | 1.29,036 | 4    |
| 5                  | 77  | Valtteri Bottas   | Alfa Romeo-Ferrari    | 1.30,845  | 1.29,751 | 1.29,475 | 5    |
| 6                  | 44  | Lewis Hamilton    | Mercedes              | 1.30,388  | 1.29,797 | 1.29,625 | 6    |
| 7                  | 10  | Pierre Gasly      | AlphaTauri-RBPT       | 1.30,779  | 1.30,128 | 1.29,690 | 7    |
| 8                  | 4   | Lando Norris      | McLaren-Mercedes      | 1.30,761  | 1.29,634 | 1.29,750 | 8    |
| 9                  | 22  | Yuki Tsunoda      | AlphaTauri-RBPT       | 1.30,485  | 1.30,031 | 1.29,932 | 9    |
| 10                 | 18  | Lance Stroll      | Aston Martin-Mercedes | 1.30,441  | 1.29,996 | 1.30,676 | 10   |
| 11                 | 14  | Fernando Alonso   | Alpine-Renault        | 1.30,407  | 1.30,160 | N/A      | 11   |
| 12                 | 63  | George Russell    | Mercedes              | 1.30,490  | 1.30,173 | N/A      | 12   |
| 13                 | 5   | Sebastian Vettel  | Aston Martin-Mercedes | 1.30,677  | 1.30,214 | N/A      | 13   |
| 14                 | 3   | Daniel Ricciardo  | McLaren-Mercedes      | 1.30,583  | 1.30,310 | N/A      | 14   |
| 15                 | 47  | Mick Schumacher   | Haas-Ferrari          | 1.30,645  | 1.30,423 | N/A      | 15   |
| 16                 | 20  | Kevin Magnussen   | Haas-Ferrari          | 1.30,975  | N/A      | N/A      | 16   |
| 17                 | 24  | Zhou Guanyu       | Alfa Romeo-Ferrari    | 1.31,020  | N/A      | N/A      | 17   |
| 18                 | 23  | Alexander Albon   | Williams-Mercedes     | 1:31.266  | N/A      | N/A      | 18   |
| 19                 | 6   | Nicholas Latifi   | Williams-Mercedes     | 1:31.325  | N/A      | N/A      | 19   |
| 107%-tid: 1:35.737 |     |                   |                       |           |          |          |      |
| —                  | 31  | Esteban Ocon      | Alpine-Renault        | Ingen tid | N/A      | N/A      | 201  |
| Kilde:             |     |                   |                       |           |          |          |      |

Noter
- ↑1 - Esteban Ocon satte ikke en tid som resultat af et uheld i træningen.

## Resultat
| Pos.                                                               | Nr. | Kører             | Konstruktør           | Omgange | Tid/Udgået  | Startpos. | Point |
| ------------------------------------------------------------------ | --- | ----------------- | --------------------- | ------- | ----------- | --------- | ----- |
| 1                                                                  | 1   | Max Verstappen    | Red Bull Racing-RBPT  | 57      | 1:34.24,258 | 3         | 261   |
| 2                                                                  | 16  | Charles Leclerc   | Ferrari               | 57      | +3,786      | 1         | 18    |
| 3                                                                  | 55  | Carlos Sainz, Jr. | Ferrari               | 57      | +8,229      | 2         | 15    |
| 4                                                                  | 11  | Sergio Pérez      | Red Bull Racing-RBPT  | 57      | +10,638     | 4         | 12    |
| 5                                                                  | 63  | George Russell    | Mercedes              | 57      | +18,582     | 12        | 10    |
| 6                                                                  | 44  | Lewis Hamilton    | Mercedes              | 57      | +21,368     | 6         | 8     |
| 7                                                                  | 77  | Valtteri Bottas   | Alfa Romeo-Ferrari    | 57      | +25,073     | 5         | 6     |
| 8                                                                  | 31  | Esteban Ocon      | Alpine-Renault        | 57      | +28,386     | 20        | 4     |
| 9                                                                  | 23  | Alexander Albon   | Williams-Mercedes     | 57      | +32,365     | 18        | 2     |
| 10                                                                 | 18  | Lance Stroll      | Aston Martin-Mercedes | 57      | +37,026     | PL2       | 1     |
| 11                                                                 | 14  | Fernando Alonso   | Alpine-Renault        | 57      | +37,1283    | 11        |       |
| 12                                                                 | 22  | Yuki Tsunoda      | AlphaTauri-RBPT       | 57      | +40,146     | 9         |       |
| 13                                                                 | 3   | Daniel Ricciardo  | McLaren-Mercedes      | 57      | +40,902     | 14        |       |
| 14                                                                 | 6   | Nicholas Latifi   | Williams-Mercedes     | 57      | +40,902     | 19        |       |
| 15                                                                 | 47  | Mick Schumacher   | Haas-Ferrari          | 57      | +1.13,305   | 15        |       |
| 165                                                                | 20  | Kevin Magnussen   | Haas-Ferrari          | 56      | Front wing6 | 16        |       |
| 175                                                                | 5   | Sebastian Vettel  | Aston Martin-Mercedes | 54      | Sammenstød  | PL2       |       |
| Ret                                                                | 10  | Pierre Gasly      | AlphaTauri-RBPT       | 45      | Affjedring  | 7         |       |
| Ret                                                                | 4   | Lando Norris      | McLaren-Mercedes      | 39      | Sammenstød  | 8         |       |
| Ret                                                                | 24  | Zhou Guanyu       | Alfa Romeo-Ferrari    | 6       | Vandlækage  | 17        |       |
| Hurtigste omgang: Max Verstappen (Red Bull) - 1.31,361 (omgang 54) |     |                   |                       |         |             |           |       |
| Kilde:                                                             |     |                   |                       |         |             |           |       |

Noter:
↑1 - Inkluderer point for hurtigste omgang.
↑2 - Lance Stroll og Sebastian Vettel startede ræset i Pit lane, fordi at brændstoffet i deres biler var for koldt.
↑3 - Fernando Alonso blev givet 2 5-sekunders straffer, den første for at være skyld i et sammenstød med Pierre Gasly, og anden for at køre af banen og dermed få en fordel. Som resultat af straffen gik Alonsos slutposition fra 8. pladsen til 11. pladsen.
↑4 - Daniel Ricciardo blev givet en 5-sekunders straf for at køre af banen og dermed få en fordel. Som resultat af straffen gik Ricciardos slutposition fra 11. pladsen til 13. pladsen.
↑5 - Kevin Magnussen og Sebastian Vettel udgik af ræset, men blev klassificeret som færdiggjort, i det at de havde kørt mere end 90% af løbsdistancen.
↑6 - Kevin Magnussen blev givet en 5-sekunders straf for at være skyld i et sammenstød med Lance Stroll. Hans slutposition forblev uændret af straffen.

## Stilling i mesterskaberne efter løbet
| Pos. | Kører            | Point |
| ---- | ---------------- | ----- |
| 1    | Charles Leclerc  | 104   |
| 2    | Max Verstappen   | 85    |
| 3    | Sergio Pérez     | 66    |
| 4    | George Russell   | 59    |
| 5    | Carlos Sainz Jr. | 53    |

| Pos. | Konstruktør        | Point |
| ---- | ------------------ | ----- |
| 1    | Ferrari            | 157   |
| 2    | Red Bull-RBPT      | 151   |
| 3    | Mercedes           | 95    |
| 4    | McLaren-Mercedes   | 46    |
| 5    | Alfa Romeo-Ferrari | 31    |